# Toon Hermans (politicus)

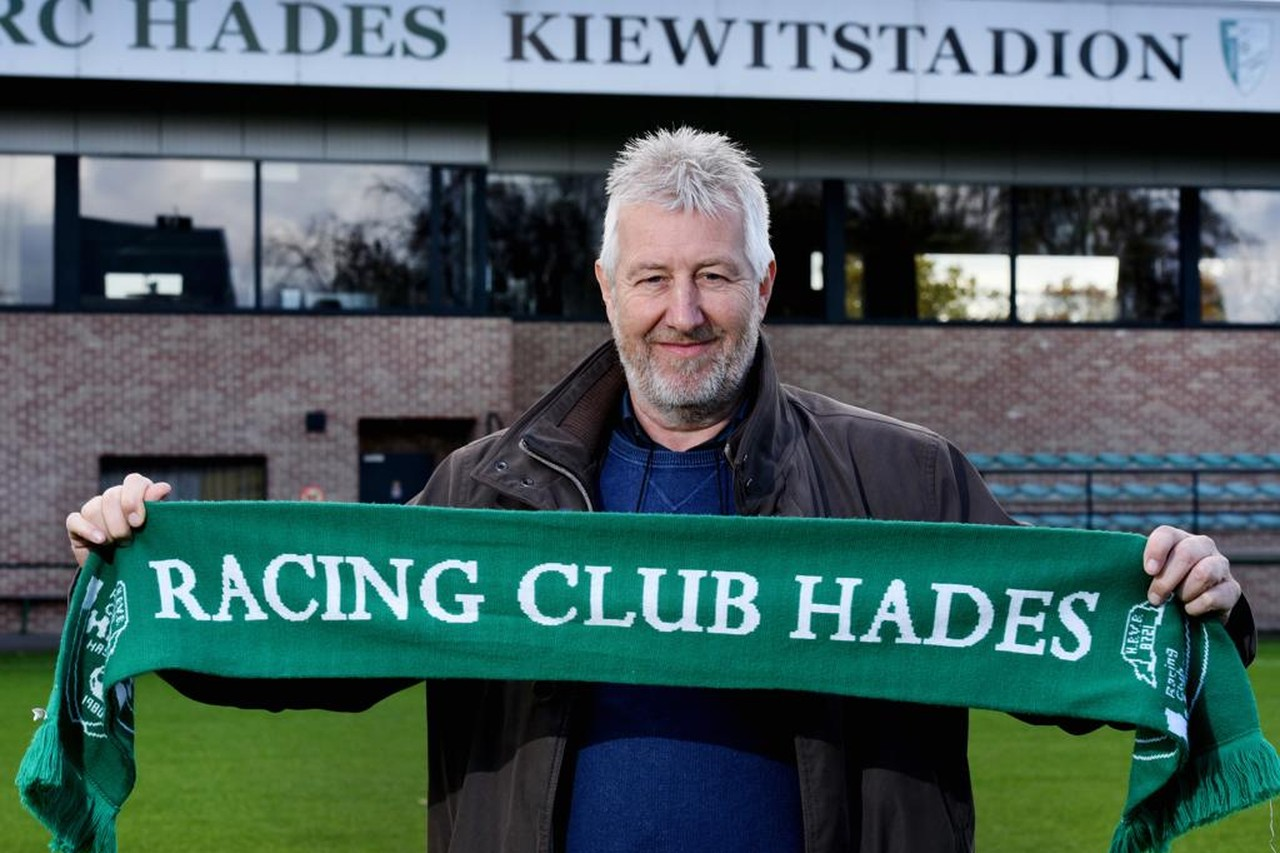
Toon Hermans

Toon Hermans is een Belgisch voormalig politicus van Groen!.

## Biografie
Toon Hermans (geboren op 14 januari 1954) is een Belgische arts en politicus uit Hasselt. Hij is vooral bekend vanwege zijn langdurige betrokkenheid bij Agalev (later Groen). Daarnaast heeft Hermans een belangrijke rol gespeeld in de lokale sportgemeenschap als voetballer en voorzitter van Racing Club Hades Kiewit Hasselt.

## Vroege Leven en Opleiding
Toon Hermans werd geboren en groeide op in Hasselt. Hij volgde zijn middelbare schoolopleiding in zijn geboortestad voordat hij geneeskunde ging studeren aan de Katholieke Universiteit Leuven. Na het behalen van zijn medische graad vestigde hij zich als huisarts en werkte in een groepspraktijk in Kuringen, een deelgemeente van Hasselt.

## Politieke Carrière

### Debuut en Gemeenteraadsverkiezingen van 1994

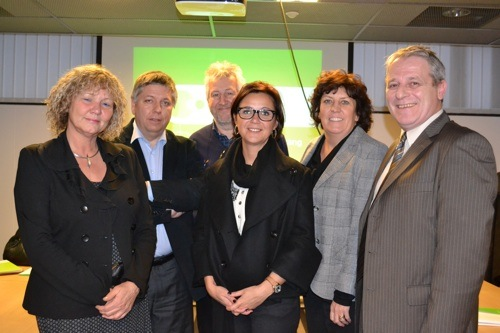
Toon Hermans met ministers Jo Vandeurzen en Hilde Lieten

Hermans maakte zijn politieke debuut in 1994 toen hij als lijsttrekker voor Agalev opkwam bij de gemeenteraadsverkiezingen in Hasselt. Zijn achtergrond als arts en zijn betrokkenheid bij milieukwesties maakten hem een aansprekende kandidaat voor de groene partij.

### Schepen van Hasselt
Begin 1995, na een succesvolle verkiezingscampagne, werd Hermans benoemd tot schepen in Hasselt. In deze rol was hij verantwoordelijk voor verschillende beleidsdomeinen, waaronder volksgezondheid, milieu en sociale zaken. Hij bleef deze functie bekleden tot 2014, en gedurende deze periode zette hij zich in voor duurzame ontwikkeling en de verbetering van de levenskwaliteit van de inwoners van Hasselt. Hermans speelde een belangrijk rol binnen de partij en de lokale politiek van Hasselt. In 2014 nam hij een stap terug uit de politiek. Hij werd opgevolgd door partijgenoot Joost Venken. 

## Sportieve Carrière
Naast zijn politieke en professionele carrière heeft Toon Hermans ook een sterke band met de lokale sportgemeenschap. Hij speelde 17 jaar bij Racing Club Hades Kiewit Hasselt, een belangrijke voetbalclub in de regio. In 2017 werd hij voorzitter van de club. 

## Persoonlijk Leven
Toon Hermans is getrouwd en heeft vier kinderen. Hij blijft actief betrokken bij zowel de politiek als de sportgemeenschap in Hasselt. In zijn vrije tijd geniet hij van voetbal, wandelen en het bijwonen van lokale culturele evenementen. 